# Dezső Tandori
Dans le nom hongrois Tandori Dezső, le nom de famille précède le prénom, mais cet article utilise l’ordre habituel en français Dezső Tandori, où le prénom précède le nom.
Dezső Tandori, né le 8 décembre 1938 à Budapest et mort le 13 février 2019 dans la même ville, est un écrivain, poète et traducteur hongrois.

## Prix
- Prix Attila-József (1978)
- Prix Kossuth (1998)